# Aynsley Dunbar
Aynsley Thomas Dunbar (* 10. ledna 1946, Liverpool, Anglie, Spojené království) je anglický bubeník, který spolupracoval s mnoha významnými rockovými interprety jako John Mayall, Frank Zappa, Ian Hunter, Lou Reed, Jefferson Starship, The Jeff Beck Group, David Bowie, Whitesnake, Sammy Hagar, UFO nebo Journey. Podle časopisu Rolling Stone je Dunbar 27. nejlepší bubeník všech dob.

## Diskografie

### Aynsley Dunbar Retaliation
- The Aynsley Dunbar Retaliation (1968)
- Doctor Dunbar's Prescription (1969)
- To Mum, From Aynsley & The Boys (1969)
- Remains To Be Heard (1970)

### Aynsley Dunbar
- Mutiny (2008)

### Blue Whale
- Blue Whale (1971)

### John Mayall & Bluesbreakers
- A Hard Road (1967)
- Looking Back (1969)
- So Many Roads (1969)
- Thru The Years (1971)

### Frank Zappa
- Chunga's Revenge (1970)
- Fillmore East - June 1971 (1971)
- 200 Motels (1971)
- Just Another Band from L.A. (1972)
- Waka/Jawaka (1972)
- The Grand Wazoo (1972)
- Apostrophe (') (1974)
- Playground Psychotics (1992)
- Joe´s Domage (2004)

### David Bowie
- Pin Ups (1973)
- Diamond Dogs (1974)

### Lou Reed
- Berlin (1973)

### Mick Ronson
- Slaughter on 10th Avenue (1974)
- Play Don't Worry (1975)

### Nils Lofgren
- Nils Lofgren (1975)
- Cry Tough (1976)

### Ian Hunter
- All American Alien Boy (1976)

### Journey
- Journey (1975)
- Look into the Future (1976)
- Next (1977)
- Infinity (1978)

### Sammy Hagar
- Nine on a Ten Scale (1976)

### Jefferson Starship
- Freedom at Point Zero (1979)
- Modern Times (1981)
- Winds of Change (1982)

### Whitesnake
- Whitesnake (1987)
- 1987 Versions (1987)

### Ronnie Montrose
- The Diva Station (1990)

### UFO
- Covenant (2000)
- Sharks (2002)

### Jake E. Lee
- Retraced (2005)